# Goodspeed-Gletscher
Der Goodspeed-Gletscher ist ein kleiner Hängegletscher im ostantarktischen Viktorialand. Er fließt von der Südwand des Wright Valley zwischen dem Hart- und dem Denton-Gletscher.
Der US-amerikanische Geologe Robert Leslie Nichols (1904–1995) benannte ihn nach seinem Assistenten Robert Goodspeed, der an Untersuchungen am Marble Point zwischen 1959 und 1960 beteiligt war.